# Cochirleanca (gmina)
Cochirleanca – gmina w Rumunii, w okręgu Buzău. Obejmuje miejscowości Cochirleanca, Boboc, Gara Bobocu, Roșioru i Târlele. W 2011 roku liczyła 5092 mieszkańców.